# Chlorid jodný
Chlorid jodný je interhalogen s chemickým vzorcem ICl, je to červenohnědá pevná látka, která taje blízko laboratorní teploty. ICl je silně polární a vystupuje jako zdroj iontu I+.
Vzniká přímou reakcí z prvků:
I2 + Cl2 → 2 ICl
Při průchodu plynného chloru přes krystaly jodu pozorujeme hnědé páry ICl a získáváme taveninu ICl. Nadbytek chloru vede ke vzniku chloridu joditého, tato reakce je rovnovážná:
ICl + Cl2 ↔ ICl3

## Polymorfie
Známe dvě krystalové modifikace, modifikace α-ICl je stabilní a má podobu rubínově červených jehlic s teplotou tání 27,2 °C, ty jsou tvořeny lomenými řetězci molekul ICl.
β-ICl je metastabilní, získává se krystalizací ze silně podchlazených tavenin. Teplota tání této modifikace je 13,9 °C. Řetězce jsou v krystalech uspořádány jiným způsobem než v α modifikaci.

## Reakce a využití
ICl je velmi reaktivní, i když méně než ClF. Reaguje s většinou kovů, včetně ušlechtilých, ale nereaguje s borem, uhlíkem, kadmiem, olovem, molybdenem a wolframem.
Je rozpustný v HF a HCl, s vodou reaguje za vzniku HCl a HI:
2 ICl + 2 H2O→ 2 HCl + 2 HI + O2
Využití nachází v organické syntéze.cit1 Může vystupovat jako zdroj elektrofilního jódu při syntéze aromatických jodidů. Také dokáže štěpit vazbu C-Si.
ICl dokáže halogenovat dvojnou vazbu v alkenech:
RCH=CHR’ + ICl → RCH(I)-CH(Cl)R’
Pokud jsou tyto reakce prováděny v přítomnosti azidu sodného, získáme RCH(I)-CH(N3)R’.
Roztok ICl v kyselině octové se označuje jako Wijsův roztok a využívá se ke stanovení jodového čísla.